# Inversion (meteorologi)
 For alternative betydninger, se Inversion. (Se også artikler, som begynder med Inversion)
Inversion er atmosfæriske forhold hvor temperaturen er højere længere oppe i atmosfæren end ved jorden. (Under normale forhold vil temperaturen i atmosfæren falde i relation til højden. Derfor vil varm luft dannet ved overfladen stige op gennem atmosfæren.) Under inversion sker der ikke udskiftning mellem luftlagene og derfor opstår der tit dis, tåge eller smog ved jordoverfladen under inversions vejrforhold eller en lagdeling højere oppe i atmosfæren.